# Wasted Heart
Wasted Heart är en EP av punkrockbandet Duff McKagan's Loaded. Den släpptes 2008 och innehåller 5 låtar. På EP:n medverkar Duff McKagan, Jeff Rouse, Mike Squires och Geoff Reading.

## Låtlista
1. Sleaze Factory 3:46
2. No More 4:35
3. Executioner's Song 3:39
4. I.O.U. 3:37
5. Wasted Heart 4:33